# Anton Hahn
Anton Hahn (4 oktober 1984) is een Duits voormalig langebaanschaatser. Hij is gespecialiseerd in de korte afstanden. In het seizoen 2005-2006 werd hij tweede op de nationale Duitse sprintkampioenschappen. In het seizoen 2006-2007 werd hij Duits kampioen op de 500 meter.

## Persoonlijke records
| Afstand    | Tijd    | Datum            | Baan           |
| ---------- | ------- | ---------------- | -------------- |
| 500 meter  | 35,36   | 11 november 2007 | Salt Lake City |
| 1000 meter | 1.10,61 | 20 november 2005 | Salt Lake City |
| 1500 meter | 1.54,08 | 1 oktober 2005   | Erfurt         |
| 3000 meter | 4.14,97 | 22 november 2002 | Berlijn        |
| 5000 meter | 7.30,04 | 23 november 2002 | Berlijn        |

## Resultaten
| jaar | Wereldbeker        | WK Sprint | WK Afstanden |
| ---- | ------------------ | --------- | ------------ |
| 2006 | 34e 500m 65e 1000m | 34e       |              |
| 2007 |                    | -         | 24e 500m     |
| 2008 |                    | -         | 21e 500m     |

### Medaillespiegel
| Kampioenschap | Goud | Zilver | Brons |
| ------------- | ---- | ------ | ----- |
| Wereldbeker   | 0    | 0      | 0     |
| WK Sprint     | 0    | 0      | 0     |
| WK Afstanden  | 0    | 0      | 0     |

- Gemeinsame Normdatei: 140863931
- Virtual International Authority File: 311096965